# Affrikat konsonant
Affrikat er en sproglyd sammensat af en lukkelyd og en tilsvarende hæmmelyd.
Affrikater findes ikke i det danske sprog i fonologisk forstand.
Eksempler på affrikater er:
- [t͡s] − som i tysk [t͡siːl], ziel, "mål" eller [kʰat͡sɘ], katze, "kat"
- [d͡z]
- [t͡ʃ] − som i engelsk [t͡ʃuː], chew, "tygge"
- [d͡ʒ] − som i engelsk [d͡ʒuː], jew, "jøde"
- [t͡ɕ]
- [d͡ʑ]